# Emanuel Simon
Emanuel Simon (* 1872 in Mariental, Russisches Kaiserreich; † nach 1927 auf den Solowezki-Inseln, Sowjetunion) war ein russlanddeutscher römisch-katholischer Geistlicher und Märtyrer.

## Leben
Emanuel Simon wuchs im Bistum Tiraspol auf. Er studierte Theologie in Saratow und wurde am 1896 zum Priester geweiht. Die Stationen seines Wirkens waren: 1897 Jamburg, 1910 Zarizyn, 1914 Jenakijewe, 1917 Prokurator am Priesterseminar Saratow, 1921 Pfarrer in Pfeiffer, 1926 in Kostheim (Molotschna). 1928 wurde er in Jenakijewo verhaftet, 1927 zu 10 Jahren Gulag verurteilt und auf die Solowezki-Inseln deportiert. Seitdem ist er verschollen.

## Gedenken
Die Römisch-katholische Kirche in Deutschland nahm Pfarrer Emanuel Simon als Märtyrer in das deutsche Martyrologium des 20. Jahrhunderts auf.